# Tak (Strategiespiel)
Tak ist ein strategisches Brettspiel für zwei Spieler. Es wurde von James Ernest und Patrick Rothfuss entworfen und 2016 von Cheapass Games veröffentlicht. Das Spiel wurde erstmals im zweiten Band der Königsmörder-Chronik, Die Furcht des Weisen, von Patrick Rothfuss erwähnt und auf der Basis dieser Beschreibung entwickelt. Ziel des Spiels ist die Verbindung zweier gegenüberliegender Seiten durch eine Straße eigener Steine.

## Entstehung
Nachdem Patrick Rothfuss und James Ernest bereits zusammen an dem Kartenspiel Pairs gearbeitet hatten, bat Ernest Rothfuss darum, auch Regeln für das in der Königsmörder-Chronik erwähnte Tak erstellen zu dürfen. Rothfuss war der Idee zwar nicht zugetan, bot Ernest allerdings an, erneut darüber nachzudenken, sobald er das entwickelte Spiel ausprobiert hätte.
Als James Ernest Patrick Rothfuss das fertige Spiel präsentierte, war dieser eigenen Angaben zufolge sprachlos vor Begeisterung. Infolgedessen wurde eine Kickstarter-Kampagne mit dem Ziel von 50.000 Dollar ins Leben gerufen, das bereits nach weniger als 24 Stunden erreicht war. Letztendlich sind bei der Kampagne über 1,3 Millionen Dollar für die Realisierung des Spiels zusammengekommen.

## Regeln
Tak besitzt nur wenige Figuren und Regeln, die im Folgenden erläutert werden.

### Spielfiguren
Im Spiel gibt es zwei verschiedene Spielsteine, die jeweils in den zwei Spielerfarben vorliegen.
- Die normalen Spielsteine können verschiedene einfache Formen besitzen. Allerdings müssen die Steine stapelbar sein und aufrecht hingestellt werden können.
- Der Kapstein (Abkürzung von Kapitalstein), auch Das große Ding oder Kappe genannt, ist häufig aufwendiger geformt. Er kann jede beliebige Form annehmen, die eine flache Unterseite besitzt.

Die normalen Steine können unterschiedlich eingesetzt werden.
- Ein Flachstein, auch Flacher, Stein oder Bit genannt, ist ein flach liegender normaler Stein.
- Eine Mauer, auch Stehender Stein oder Wand genannt, ist ein senkrecht stehender normaler Stein.
- Ein Stapel besteht aus beliebig vielen übereinandergestapelten Flachsteinen. Auf seiner Spitze kann entweder ein Kapstein, eine Mauer oder ein weiterer Flachstein stehen. Der Spieler, dem der oberste Stein gehört, kontrolliert den gesamten Stapel. Auch einzelne Steine werden im Spielprinzip als Stapel mit einer Höhe von eins angesehen.

### Aufbau
Tak wird in der Regel auf einem quadratischen Brett gespielt, kann aber auch auf jedem beliebigen ebenen Untergrund gespielt werden, solange die Mitte des – dann imaginären – Spielbrettes markiert ist. Die Größe des Spielbrettes schwankt zwischen 3x3 und 8x8 Feldern. Am häufigsten wird jedoch auf 5x5- oder 6x6-Spielbrettern gespielt. Mithilfe sogenannter Hybridbretter können unterschiedlich große Spiele auf ein und demselben Brett gespielt werden, indem die Steine bei ungeraden Größen auf den Feldern und bei geraden Größen auf den Felderecken abgelegt werden. Teilweise existieren auch Hybridbretter invert zu eben genannter Weise.
Je nach Größe des Brettes erhalten die Spieler unterschiedlich viele Spielsteine.
| Spielfeldgröße             | 3x3 | 4x4 | 5x5 | 6x6 | 7x7 | 8x8 |
| Anzahl der normalen Steine | 10  | 15  | 21  | 30  | 40  | 50  |
| Anzahl der Kapsteine       | 0   | 0   | 1   | 1   | 1–2 | 2   |

### Spielbeginn
Zu Beginn des ersten Spiels wird ausgelost, welcher Spieler beginnen darf. In den darauffolgenden Spielen wechseln sich die Spieler in der Regel mit dem Erstzugrecht ab.
Im ersten Zug platziert jeder Spieler einen Flachstein des Gegners auf einem beliebigen freien Feld. Mit den eigenen Spielsteinen wird erst in den Folgezügen gespielt.

### Zugablauf
In einem normalen Zug hat der Spieler zwei Möglichkeiten: Entweder setzt er einen Stein auf ein unbesetztes Feld oder er bewegt einen Stapel auf nicht diagonal angrenzende Felder.

#### Steine setzen
Ein Spieler kann pro Zug einen Stein, egal ob Flachstein, Mauer oder Kapstein auf ein unbesetztes Feld des Spielbrettes setzen.

#### Stapel bewegen
Ein Spieler kann pro Zug einen Stapel bewegen. Dabei nimmt er eine Anzahl der oberen Steine, nie mehr als das Brett lang ist, und bewegt diese in einer nicht diagonalen, geraden Linie. Die Richtung darf hierbei frei gewählt werden. Auf jedem passierten Feld, mit Ausnahme des Startfeldes der Bewegung, muss mindestens ein Stein des getragenen Stapels, von unten nach oben gesehen, abgelegt werden. Stapel können sich auf andere Stapel bewegen, egal ob diese vom Gegner kontrolliert werden oder nicht.
Bei der Bewegung ist zu beachten:
- Stapel dürfen nicht diagonal gehen.
- Stapel dürfen während einer Bewegung nicht die Richtung wechseln.
- Es dürfen keine Felder oder Steine übersprungen werden.
- Die Steine, auf die ein Stapel gezogen ist, können erst in der nächsten Runde mitbewegt werden.
- Kein Stapel kann sich auf eine Mauer oder einen Kapstein bewegen.
- Der Kapstein kann Mauern umwerfen, wenn er sich allein bewegt. Dennoch kann er als Teil eines Stapels zuerst mitbewegt werden. Um eine Mauer umzuwerfen, muss er allein weitergezogen werden.[7]
  - Umgeworfene Mauern werden zu Flachsteinen.
  - Nach dem Umwerfen muss die Bewegung des Kapsteines abgebrochen werden.

### Tak ansagen
Bei Tak gilt es als höflich, dem Gegner mitzuteilen, wenn man nur noch einen Zug vom Sieg entfernt ist. Analog zum Schachspiel wird dafür in der Regel Tak gesagt. Ähnlich wie beim Schachmatt wird bei einer für den anderen Spieler ausweglosen Situation Tinuë angesagt.

### Spielende
Der Spieler, der zuerst eine Straße zwischen zwei gegenüberliegenden Seiten des Spielbrettes gebaut hat, gewinnt. Als Straße gilt jede Aneinanderreihung von Stapeln der gleichen Farbe, wobei diese sich an den Kanten berühren müssen. Außerdem gelten Stapel, auf denen Mauern stehen, nicht als Teil einer Straße, Kapsteine jedoch schon.
Sollte ein Spieler mit seinem letzten Zug auch eine gegnerische Straße vollenden, gewinnt der ziehende Spieler.

#### Alternatives Ende
Sollten alle Spielsteine eines Spielers auf dem Spielbrett oder jedes Feld des Spielbrettes besetzt sein, endet das Spiel. Der Spieler, der die meisten Stapel durch Flachsteine kontrolliert, gewinnt in diesem Fall.

### Wertung
Der Gewinner erhält für jedes Feld des Spielbrettes und jeden nicht gespielten Spielstein einen Punkt.

#### Weitere Wertungsmethoden
- Ist die Straße eine Gerade, werden die nicht gespielten Spielsteine in der Wertung verdoppelt.
- Gewinnt ein Spieler, ohne seinen Kapstein zu spielen, zählen die nicht gespielten Spielsteine doppelt.
- Besteht die Straße nur aus einzelnen Steinen, werden die nicht gespielten Spielsteine in der Wertung verdoppelt.
- Besteht die Straße nur aus Stapeln, die aus mehr als einem Stein bestehen, zählen die nicht gespielten Spielsteine dreifach.

## Notation

### Portable Tak Notation
Die Portable Tak Notation (PTN) wurde noch während der Beta-Phase des Spiels von Benjamin Wochinski zur Aufzeichnung der Züge eines Takspiels entwickelt und basiert weitestgehend auf der Portable Game Notation.
In der PTN wird jede Runde bei eins beginnend nummeriert. Nach der Nummer folgt der Zug des ersten Spielers und dann der des zweiten Spielers, beide mit Leerzeichen abgetrennt. Erst dann folgt die nächste Runde, die in der Regel in der nächsten Zeile notiert wird, aber auch nur durch ein Leerzeichen abgetrennt werden kann.

#### Zugnotation
Die PTN kann man sich als Abkürzung einer ausführlichen Zugbeschreibung vorstellen. Beispielsweise sieht
```
Nimm 
vier
 Steine vom Feld 
e3
 und bewege sie nach 
links
, wobei du erst 
2
 und dann 
jeweils einen
 Stein ablegst.
```

in PTN wie folgt aus:
```
4e3<211
```

##### Felder
Die Felder werden nach ihrer Reihe und Spalte benannt, wobei die Spalten von links nach rechts alphabetisch aufsteigend und die Reihen von unten nach oben in Ziffern aufsteigend bezeichnet werden. Das Feld, welches vom ersten Spieler aus gesehen links unten liegt, wird demzufolge a1 und das Feld, das sich bei einem 5x5-Brett oben rechts befindet, e5 genannt.

##### Steine
Kapsteine werden in der PTN durch ein großes C, Mauern durch ein großes S und Flachsteine durch ein großes F angedeutet. Das F für Flachsteine wird in der Regel ausgelassen.

##### Richtungen
Die Bewegung von der a-Spalte weg wird durch ein Größer-als-Zeichen oder einen nach rechts gerichteten Pfeil, die Bewegung zu den höheren Zahlen durch ein Pluszeichen oder einen Pfeil nach oben dargestellt. Dementsprechend wird auch die Bewegung zur a-Spalte hin durch ein Kleiner-als-Zeichen oder einen nach links gerichteten Pfeil und die Bewegung zu den niedrigeren Zahlen durch ein Minuszeichen oder einen nach unten zeigenden Pfeil notiert.

##### Steine setzen
Das Setzen von Steinen wird in der PTN dargestellt, indem zuerst die Art des Steins und dann das Feld, auf das dieser Stein gesetzt werden soll notiert wird.

###### Beispiele
| Zug                           | Notation | Alternative |
| ----------------------------- | -------- | ----------- |
| Setze einen Flachstein auf a3 | a3       | Fa3         |
| Setze eine Mauer auf d4       | Sd4      |             |
| Setze einen Kapstein auf c1   | Cc1      |             |

##### Stapel bewegen
Das Bewegen eines Stapels wird in der PTN dargestellt, indem zuerst die Anzahl der vom Startfeld genommenen Steine, dann das Startfeld, die Richtung, die Anzahl an Steinen, die auf die einzelnen Felder gesetzt werden, sowie die Art des obersten Steins auf dem Endfeld notiert werden. Die Anzahl der zu ziehenden Steine kann ausgelassen werden, sollte nur ein einzelner Stein bewegt werden. Außerdem können die auf die einzelnen Felder zu setzenden Steine weggelassen werden, wenn der Stapel nur um ein Feld bewegt wird. Zudem muss die Art des Steins nicht beschrieben werden, sollte es aber zur besseren Übersicht zumindest bei Mauer und Kapstein.

###### Beispiele
| Zug | Notation | Alternative |
| --- | -------- | ----------- |
| Bewege einen Stein von d3 auf d4                                                                             | d3+      | 1d3+1       |
| Bewege zwei Steine von c1 nach b1                                                                            | 2c1<     | 2c1<2       |
| Bewege vier Steine von a5 nach e5, setze auf jedes Feld einen Stein                                          | 4a5>1111 |             |
| Bewege drei Steine von b4 nach b2, setze erst einen Stein ab, dann zwei. Auf b2 befindet sich nun eine Mauer | 3b4-12S  | 3b4-12      |

#### Ergebnis
Die Ergebnisse am Ende eines Spiels werden eine Zeile unter die Letzte Rundendarstellung geschrieben.
| Ergebnis                                                             | Notation |
| -------------------------------------------------------------------- | -------- |
| Der erste Spieler gewinnt durch eine Straße                          | R-0      |
| Der zweite Spieler gewinnt durch eine Straße                         | 0-R      |
| Der erste Spieler gewinnt durch einen Flachsieg                      | F-0      |
| Der zweite Spieler gewinnt durch einen Flachsieg                     | 0-F      |
| Der erste Spieler gewinnt durch eine Aufgabe oder Zeitüberschreitung | 1-0      |
| Der zweite Spieler gewinnt durch Aufgabe oder Zeitüberschreitung     | 0-1      |
| Unentschieden                                                        | 1/2-1/2  |

#### Markierungen
Markierungen können hinter einen notierten Zug geschrieben werden.

##### Objektive Markierungen
Um zu kennzeichnen, dass in einem Zug eine Mauer von einem Kapstein umgeworfen wurde, wird ein Asterisk verwendet. Außerdem wird Tak durch einen Apostroph und Tinuë durch zwei Apostrophe oder ein Anführungszeichen gekennzeichnet.

##### Subjektive Markierungen
Züge kann man mithilfe einer Kombination von Ausrufe- und Fragezeichen bewerten. Von schlecht nach gut:
```
??, ?, ?!, !?, !, !!
```

#### Kommentare
Man kann ein in PTN notiertes Spiel beliebig kommentieren. Dazu muss der Kommentar von geschweiften Klammern umgeben sein, mindestens ein Leerzeichen Abstand zu Zugnotationen besitzen und darf keine schließenden geschweiften Klammern beinhalten.

#### PTN-Dateien
PTN-Dateien können neben der Zugnotation weitere Metadaten enthalten. Dazu wird in eckigen Klammer zuerst der den Daten entsprechende Tag und danach die Daten in Anführungszeichen aufgeschrieben. Eine PTN-Datei sollte mindestens die Tags Date (Datum im Format yyyy.mm.dd), Player1 (Name des weißen Spielers), Player2 (Name des schwarzen Spielers), Result (Ergebnis des Spiels) und Size (Größe des Spielbretts) beinhalten.

##### Beispiel einer PTN-Datei
```
[Date "2019.3.3"]
[Player1 "Spieler1"]
[Player2 "Spieler2"]
[Size "5"]
[Result "0-R"]

1. e2 c3
2. c4 c1
3. b1 b2
4. Cb4 c2
5. Sa2 Cb3
6. c3- c1+
7. d2 2c2>
8. a2> b3-
9. a2 2b2<
0-R

```

### Tak Positional System
Das Tak Positional System wurde entwickelt, um die Brettstellung zu einem bestimmten Zeitpunkt festzuhalten. Es ist angelehnt an die Forsyth-Edwards-Notation.
Ein weißer Stein wird als 1, ein schwarzer als 2 kodiert. Sollte es sich bei dem Stein nicht um einen Flachstein handeln, so wird der Ziffer bei einem Kapstein noch ein C und bei einer Mauer ein S angehängt. Bei der Beschreibung eines Stapels werden die Kodierungen der einzelnen Steine vom untersten bis zum obersten lückenlos aneinandergereiht. Um das komplette Brett darzustellen, werden nun die von Kommata getrennten Repräsentationen der einzelnen Stapel von oben links bis unten rechts aneinander gereiht, wobei die einzelnen Reihen durch Schrägstriche getrennt werden. Um leere Felder darzustellen, benutzt man ein x, dem bei mehreren aufeinanderfolgenden leeren Feldern die Anzahl der Felder angehängt wird (z. B. x3). Von der Darstellung des Bretts durch je ein Leerzeichen getrennt folgen dann noch die aktuelle Zug- und Rundenzahl.

#### Beispiele
Leeres 5x5-Brett zu Anfang einer Partie:
```
x5/x5/x5/x5/x5 1 1
```

Beispiel einer Notation innerhalb eines 5x5-Spiels (Runde 26, weiß ist am Zug):
```
x3,12,2S/x,22S,22C,11,21/121,212,12,1121C,1212S/21S,1,21,211S,12S/x,21S,2,x2 1 26
```

#### Nutzung in der Portable Tak Notation
Eine TPS-Notation kann wie ein normaler Tag in die PTN eingefügt werden. Dazu wird in eckigen Klammern zuerst der Tag TPS und dann die in Anführungszeichen geschriebene Brett Notation geschrieben.
Zum Beispiel:
```
[TPS "x3/x3/x3" 1 1]
```

## Begriffe im Tak
Bei Tak gibt es einige besondere Begriffe, welche im Folgenden aufgeführt werden.
- Als Stapellimit oder Handgröße wird die Anzahl an Steinen bezeichnet, die maximal als Stapel bewegt werden darf. Sie entspricht der Felderanzahl einer Spielbrettseite, z. B. 5 bei einem 5x5 Spielfeld.
- Eine Doppelstraße beschreibt ein Spielende durch das gleichzeitige Vollenden zweier Straßen.
- Ein Flacher Sieg ist die Bezeichnung des alternativen Endes.
- Als Gefangene werden Steine bezeichnet, die in einem vom Gegner kontrollierten Stapel liegen.
- Reservisten werden Steine genannt, die in einem Stapel der gleichen Farbe liegen.
- Als Harte Kappe oder Jäger wird ein Kapstein, der auf einem Stein der gleichen Farbe steht, bezeichnet.
- Als Weiche Kappe oder Soldat wird ein Kapstein bezeichnet, der auf einem Stein der gegnerischen Farbe steht.
- Ein Stapel wird als hart oder heiß bezeichnet, wenn er viele Reservisten enthält.
- Als weich oder kalt wird ein Stapel bezeichnet, der viele Gefangene enthält.
- Die Methode, mit einem Stein alle gelegten Flachsteine des Gegners in einen Stapel zu bringen, wird Den-Sheriff-spielen oder Staubsaugen genannt.
- Reichweite bezeichnet die Entfernung, die von einem Stapel effektiv kontrolliert wird.
- Als Wachen werden Mauern bezeichnet, welche die Reichweite eines hohen Stapels stark einschränken.
- Tasche wird eine Aufstellung genannt, in welcher der Kapstein zwischen mehreren hohen Stapeln steht.[13]
- Ein Quadrat aus vier gleichfarbigen Flach- und/oder Kapsteinen wird Zitadelle genannt.[14]
- Steinschlag bezeichnet eine starke Strategie. Dieser Name wurde in Die Furcht des Weisen aufgeführt, allerdings wird immer noch diskutiert, wie die Strategie aussehen könnte.
- Bredons Parade gilt als Ausweg aus einem Steinschlag.

## Spielnamen
Spiele auf einigen bestimmten Brettgrößen werden mit besonderen Namen betitelt.
| Feldgröße | Name                |
| --------- | ------------------- |
| 4x4       | Anfänger-Spiel      |
| 5x5       | Spiel der Reisenden |
| 6x6       | Spiel des Adels     |
| 8x8       | Spiel der Meister   |